# سیام کامرشال بنک
سیام کامرشال بنک (تایلندی: ธนาคารไทยพาณิชย์) شرکت خدمات مالی و بانکداری تایلندی است، که در سال ۱۹۰۴ توسط جایانتا مونگکل و چولالونگ کورن تأسیس شد.